# Leptotarsus (Tanypremna) salome
Leptotarsus (Tanypremna) salome is een tweevleugelige uit de familie langpootmuggen (Tipulidae). De soort komt voor in het Neotropisch gebied.